# (23214) Patrickchen
(23214) Patrickchen est un astéroïde de la ceinture principale d'astéroïdes.

## Description
(23214) Patrickchen est un astéroïde de la ceinture principale d'astéroïdes. Il fut découvert le 26 octobre 2000 à Socorro (Nouveau-Mexique) par le projet LINEAR. Il présente une orbite caractérisée par un demi-grand axe de 2,72 UA, une excentricité de 0,04 et une inclinaison de 3,0° par rapport à l'écliptique.

## Compléments